# Калкулисање азилима
Калкулисање азилима је пежоративни израз за праксу неких избеглица да подносе захтев за азил у неколико држава или траже да поднесу захтев у одређеној држави након што су путовали кроз друге државе. Користи се углавном у контексту Европске уније и Шенгенске зоне. Избеглице и тражиоци азила су заштићени међународном конвенцијом према принципу који утврђује да држава не може приморати некога ко тражи уточиште да се врати у земљу порекла ако постоји вероватноћа да ће та особа тамо бити прогањана. Даблинска конвенција која покрива Европску унију предвиђа да се тражиоци азила враћају у земљу у којој је први пут забележен њихов улазак у унију и где су им први пут узети отисци прстију. Други циљ ове политике је да спречи континуирани трансфер тражилаца азила између земаља које покушавају да натерају друге да их прихвате. Један од циљева Полицијске и правосудне сарадње у кривичним стварима је спречавање калкулисања азилима.
Право Европске уније, према Даблинској конвенцији, захтева да тражиоци азила имају захтев за азил регистрован у првој земљи у коју стигну и да је одлука прве земље Европске уније у којој се пријаве коначна одлука у свим земљама Европске уније. Међутим, неки тражиоци азила се жестоко опиру узимању отисака прстију и регистрацији у земљама које им нису наклоњене. На пример, неки људи траже азил у Немачкој и Шведској где се узима озбиљнији приступ социјалној и интеграцијској подршци и већа је вероватноћа да ће основна права бити испуњена. Према извештајима, неки тражиоци азила су опекли прсте како би избегли контролу евиденције отисака прстију у Италији како би могли да поднесу захтев за азил у другој земљи. Запис о отиску прста, познат као систем Eurodac, се користи за пресретање вишеструких или лажних захтева за азил.